# 漸先形

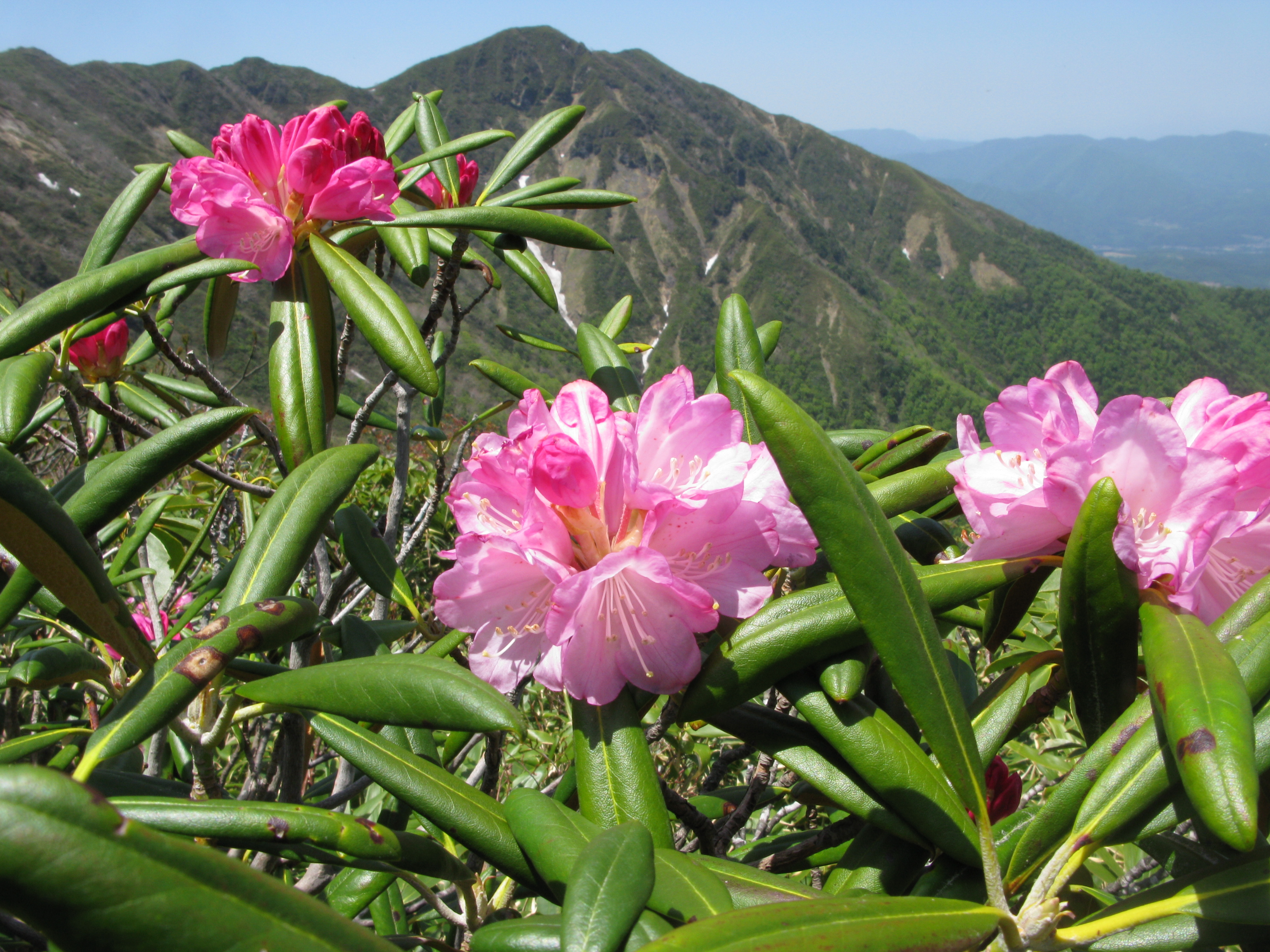
アズマシャクナゲ。葉の基部が漸先形をしている。

漸先形（ぜんせんけい、英語: acuminate）とは非常に細く直線的な楔形を指す。
植物の葉の形状を説明する際に多く用いられる。
湿潤詞を暗示する。